# Botryllus schlosseri
Botryllus schlosseri (Pallas, 1766) è una ascidia coloniale della famiglia Styelidae.

## Descrizione
Forma colonie incrostanti, di consistenza gelatinosa, lunghe sino a 5 cm e larghe circa 2 cm.
Gli zooidi, lunghi 2–3 mm,  sono aggregati in ciuffi da 3 a 16 individui disposti in cerchio attorno a un'apertura cloacale comune, assumendo una tipica forma a fiore o a stella.
La colorazione è estremamente variabile: si va dal bianco al nero, passando per l'arancio, il rosso, il marrone, il verde e il viola.
Può essere confusa con Botrylloides leachii, le cui colonie hanno però in genere forma più allungata e nastriforme.

## Distribuzione e habitat
È una specie invasiva che negli ultimi 100 anni ha esteso notevolmente il suo areale: è presente su entrambe le sponde dell'Atlantico, dal Maine alla Florida sul versante orientale e dalle isole Faroe sino al Portogallo sul versante occidentale, nonché nel mar Mediterraneo e nel mar Nero.
Cresce su fondali rocciosi, alghe e spesso anche su substrati artificiali (moli, banchine, cime).

Si sviluppa ottimalmente a basse profondità ma è possibile reperirla sino a 100 metri di profondità.

## Riproduzione
Si riproduce, sia per via sessuale sia per gemmazione durante tutto l'anno, con un picco di attività riproduttiva nel periodo dall'autunno alla primavera.

## Comportamenti sociali
Si sviluppa partendo da larve planctoniche che si bloccano su scogli e si riproducono asessualmente, costituendo in tal modo una colonia omogenea, sia dal punto di vista genetico sia strutturalmente. Talvolta può succedere che due colonie cerchino di mescolarsi; nel caso le larve siano uguali da un punto di vista genetico allora la fusione risulta possibile, altrimenti la colonia ospitante produce sostanze tossiche atte a respingere l'intruso.